# 福建省仙游第一中学
福建省仙游第一中学，简称仙游一中，是一所位于中国福建省莆田市仙游县的完全中学。仙游一中的前身是建立于1902年的仙游官立金石小学堂，后几经变革。1952年，仙游中学与私立金石中学合并为现在的福建省仙游第一中学。仙游一中校园内有仙游名山金石山与省级重点文物保护单位仙游万寿观。

## 历史沿革

### 沿革
1749年，仙游知县陈兴祚在金石山修建金石书院。
1902年，金石书院改办为官立金石小学堂。
1917年，郑田龙在郭岭林祠创办仙游县立中学，不久停办，又于1921年复办，后定址金石山。1924年，其改名为仙游县立初级中学。1934年，仙游县立中学改为县初级农业职业学校。
1935年，私立现代中学、私立尚公中学、仙谿农业职业学校合并为新的仙游县立初级中学。1937年，县立中学校址迁到仙游文庙，1939年又搬到赖店东山。
1944年，省立仙游高级中学成立。
1947年，仙游县立初级中学校搬到城内（今鲤城街道城内社区）陈祠，并于次年增设高中部。
1950年，仙游县人民政府合并仙游县立初级中学、省立仙游高中，成立仙游中学。1952年，仙游中学与私立金石中学合并为福建省仙游第一中学。
1963年，仙游一中被先后被定为仙游县和晋江专区重点中学。
1966年，受文化大革命影响，仙游一中“停课闹革命”。1969年，恢复初中招生。1970年，仙游一中改名为仙游城关中学。1971年，仙游城关中学更名为仙游县中学，同年恢复高中招生。文革结束后，1978年，更名“福建省仙游第一中学”。
1983年，仙游一中被确认为福建省重点中学。
1999年，仙游一中被评为福建省普通高中一级达标学校。

### 学校领导
以下列表列出自1950年仙游县立中学和省立仙游高级中学合并以来仙游一中历任学校领导。
| 校名               | 领导   | 任职时间      | 备注                         |
| ------------------ | ------ | ------------- | ---------------------------- |
| 仙游中学           | 赵昭炳 | 1950.2-1951.8 |                              |
| 福建省仙游第一中学 | 赵昭炳 | 1951.8-1952.8 |                              |
| 福建省仙游第一中学 | 张永年 | 1952.9-1956.3 |                              |
| 福建省仙游第一中学 | 李荣贵 | 1956.9-1959.9 |                              |
| 福建省仙游第一中学 | 庄元灶 | 1960.6-1969.9 |                              |
| 仙游城关中学       | 余金焕 | 1969.9-1971.5 | 革委会主任                   |
| 仙游县中学         | ？     | ？            | ？                           |
| 福建省仙游第一中学 | 陈根成 | 1978-1979.2   | 实行党支部领导下的校长负责制 |
| 福建省仙游第一中学 | 林金坤 | 1979.2-1985.1 |                              |
| 福建省仙游第一中学 | 郑金山 | 1985.1-1988.1 |                              |
| 福建省仙游第一中学 | 余飞跃 | 1988.1-1995.8 |                              |
| 福建省仙游第一中学 | 李国雄 | 1995.8-2003.7 | 实行校长负责制               |
| 福建省仙游第一中学 | 潘庆星 | 2003.7-2014.1 | 实行校长组合聘任负责制       |
| 福建省仙游第一中学 | 黄桂福 | 2014.1-2014.8 |                              |
| 福建省仙游第一中学 | 李林桦 | 2014.8-2015   |                              |
| 福建省仙游第一中学 | 黄桂福 | 2015-今       |                              |

## 校园风光
仙游一中占地面积约230亩（约合15万平方米），建筑面积约6万平方米，绿地面积约3万平方米。

### 校门和教学楼

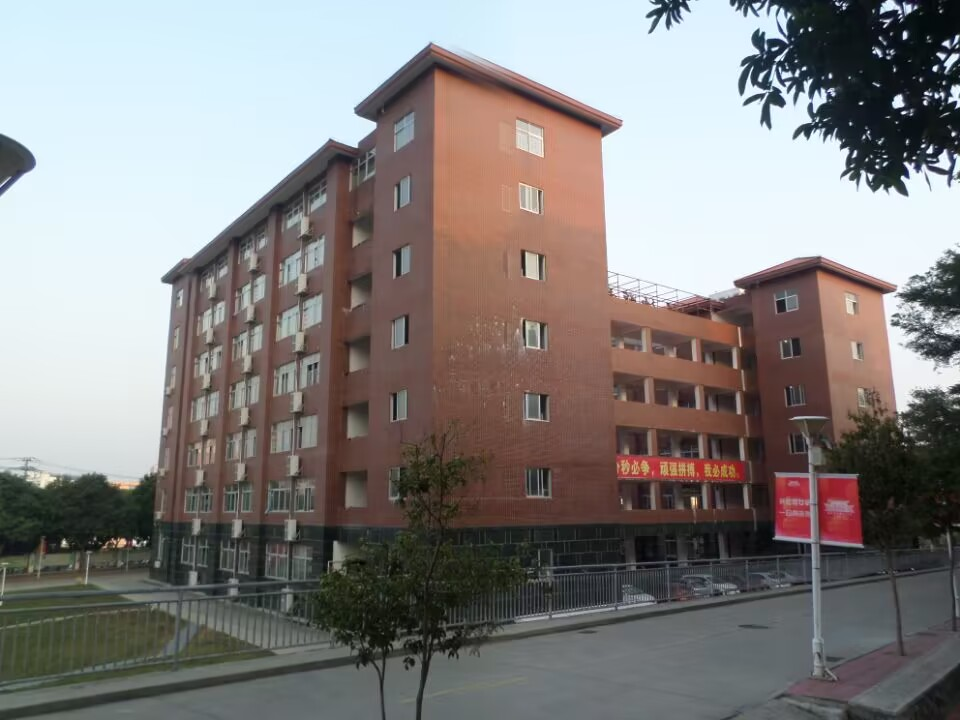
林德临教学楼

仙游一中有多个出入口。其中，东大门于2019年竣工，占地面积约465平方米。

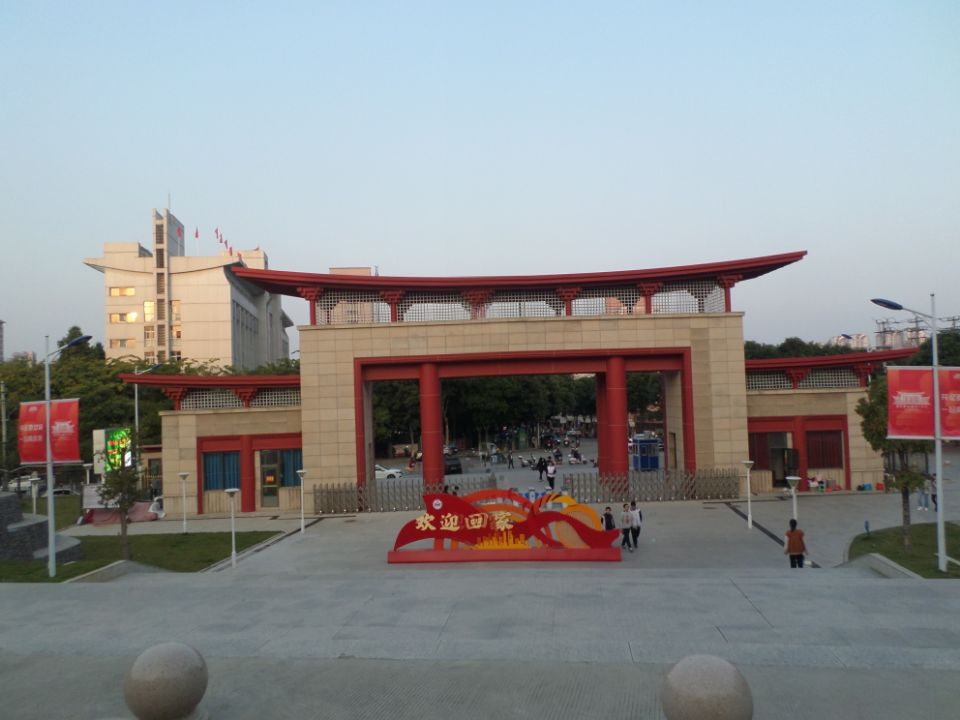
仙游一中东大门

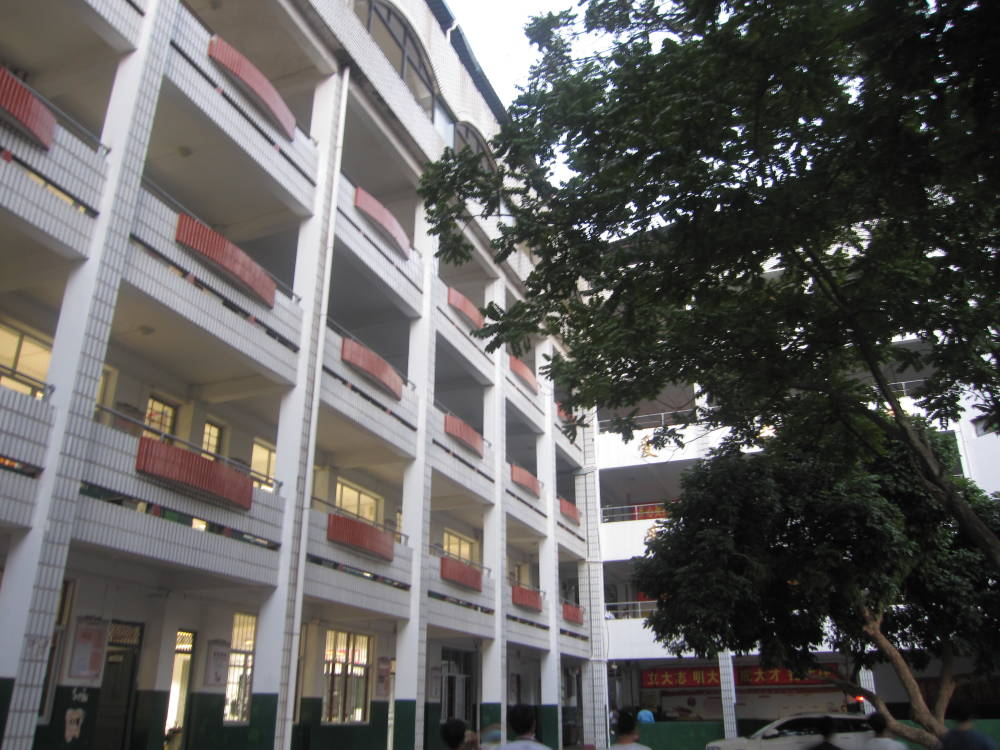
道德教学楼

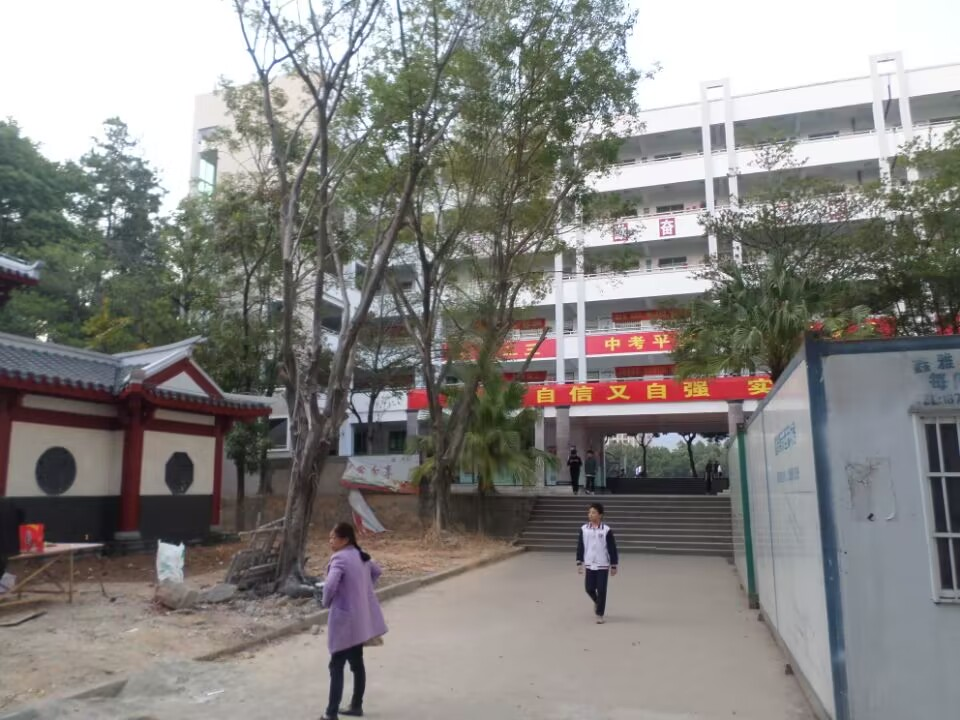
新教学楼

仙游一中内有3栋教学楼。其中，道德教学楼于1992年由华侨李文涛捐建；新教学楼于2005年投入使用，占地4795平方米；林德临教学楼由仙游一中校友林建平捐建，于2015年完工，占地7065m²。

### 金石山

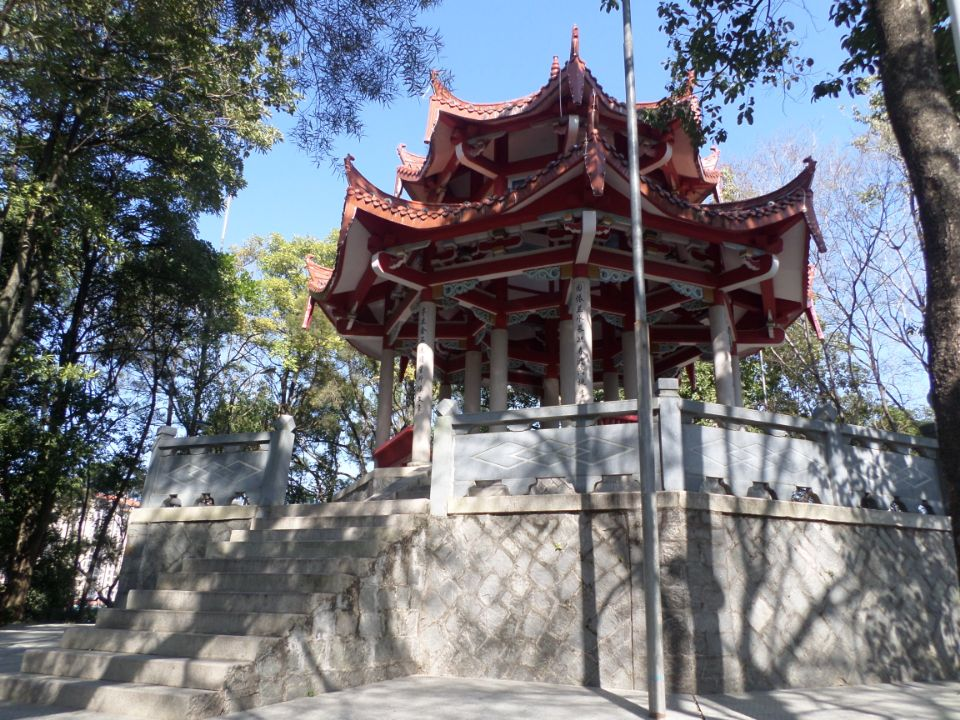
金石山顶的金石亭

金石山是仙游名山之一。早在初唐年间就有人在这里读书或隐居。宋朝时，陈襄、朱熹在这里讲学。北宋时期，傅楫来陈襄处接受教诲。励志苦学，最终科举及第，官至龙图阁待制，被陈襄夸赞为“金石人也”，该山由此得名。明朝户部尚书郑纪曾赋诗描述金石山的美景：“载酒临金石，登高逸兴开。闲穿松下屐，拼醉菊前杯。城飚吹花去，山云带雨来。何须寻海外，此地即蓬莱。”

### 仙游万寿观
仙游万寿观于宋建炎年间由宋龙图阁学士傅楫后裔傅歉授修建，原名“金石山福神道院”。后于明洪武年间重建，占地2233平方米，现今为仙游一中校史陈列馆。万寿宫本由前殿、大殿、后殿组成，但后殿在文革时期被拆毁。万寿观是仙游县一座保存完好的明清古建筑群，对于仙游县教育、宗教和建筑史具有一定的研究价值。2009年，万寿观被收入第七批福建省省级文物保护单位。

## 教学工作

### 职工、学生
至2019年，仙游一中有教职工371人。仙游一中的教师中，有福建省杰出人民教师头衔的2人，特级教师有4人，福建省学科带头人有5人，正高级教师有2人，高级教师有100人。2019年，仙游一中的学生有4898人，有合计99个教学班，其中初中有42个、高中有57个。

### 荣誉
截至2019年，仙游一中获得以下称号：
- 全国绿色学校
- 福建省优雅校园省素质教育工作先进学校
- 福建省青少年科技教育示范学校
- 福建省普通高中新课程实验样本校
- 福建省现代教育技术实验学校
- 福建省海外华文教育基地
- 全国防震减灾科普示范学校
- 福建省知识产权试点学校
- 福建省五一劳动奖状单位
- 福建省第十一、十二届文明学校
- 福建示范高中建设学校
- 福建省义务教育教改示范性建设学校
- 福建省义务教育管理标准化学校
- 福建省体育道德风尚奖

## 知名校友
- 刘思职（1904~1983），生物化学家，免疫化学家。
- 陈宜瑜（1944年生），动物学家。
- 陈森玉（1939年生），加速器物理学家。
- 龚旗煌（1964年生），光学专家。
- 朱蕤，前国务院国资委监事会主席。
- 许彧青（1932~1996），福建省委原领导。
- 黄明，福建省委原领导。
- 许怀中（1929年生），著名鲁迅研究专家。

## 照片墙

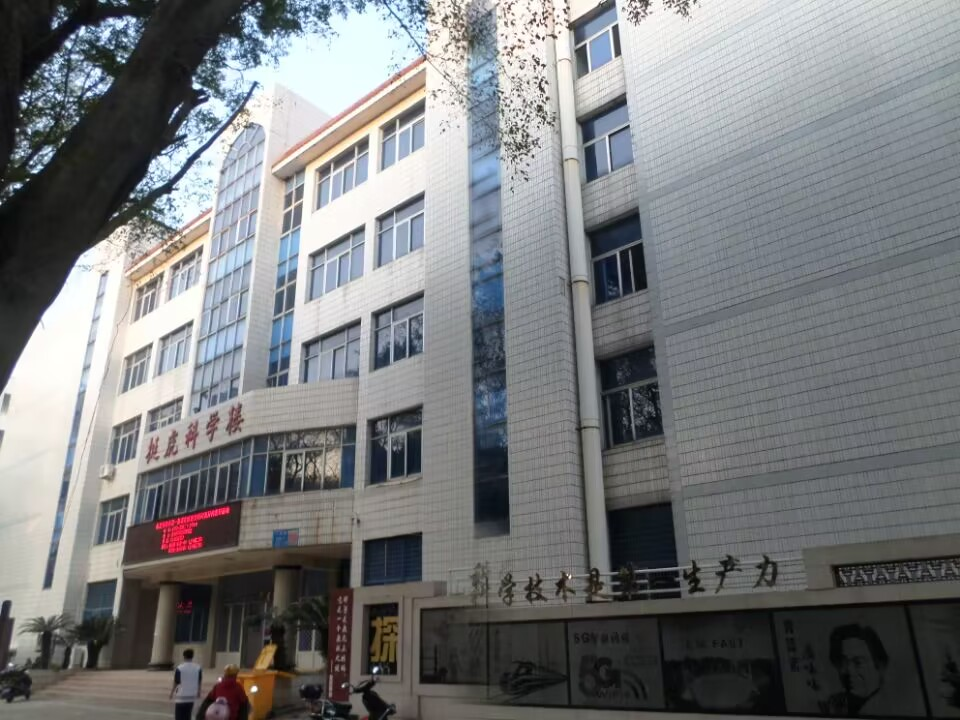
挺虎科学楼

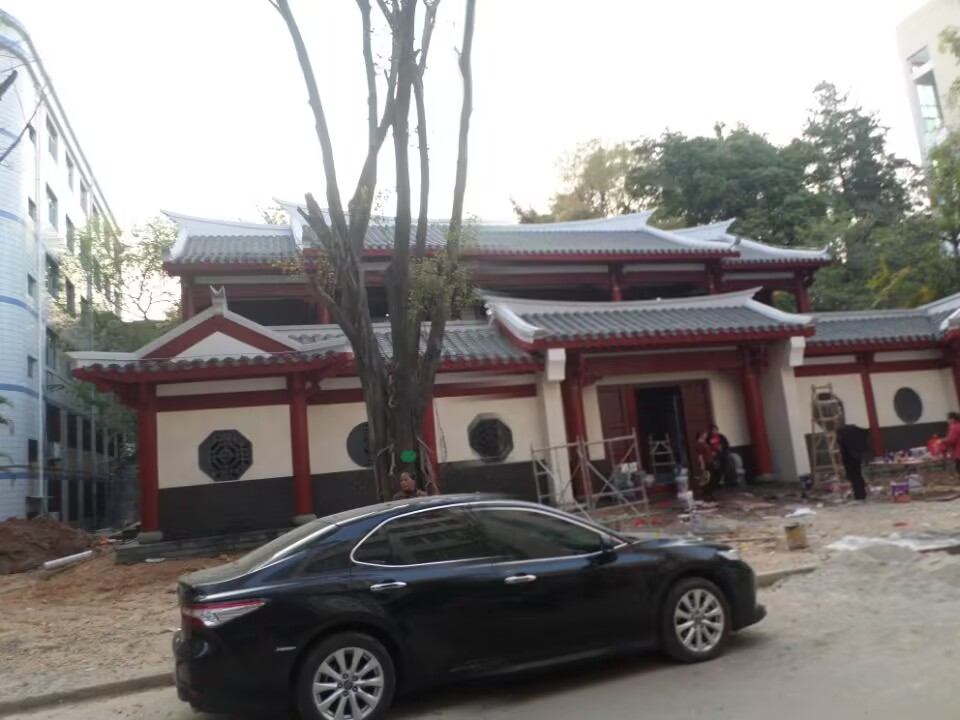
金石书院（拍摄时尚未完工）

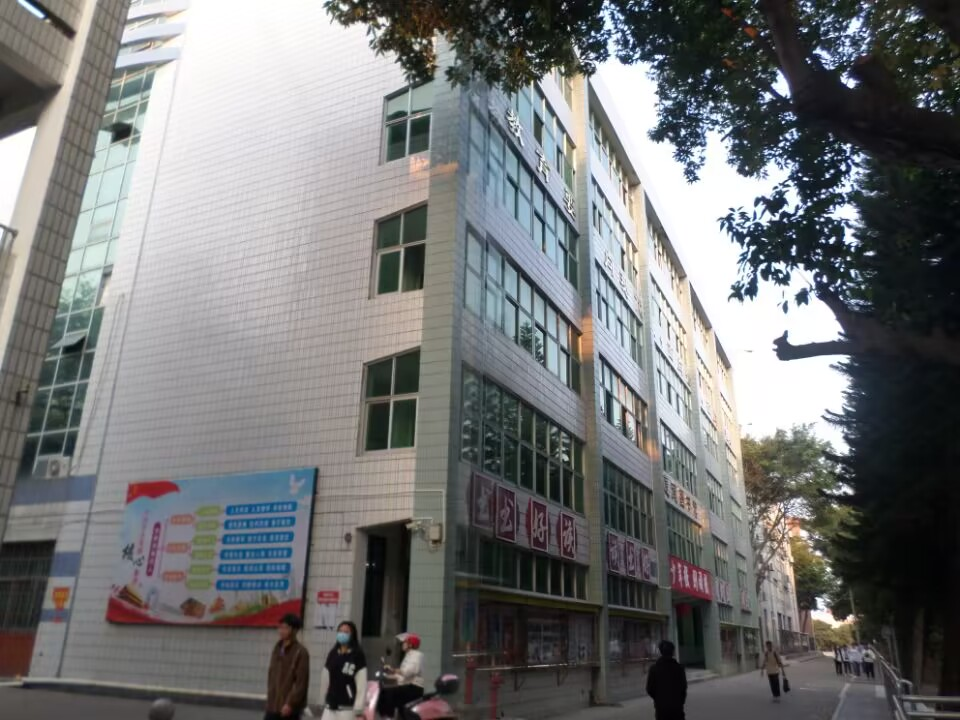
道德图书馆

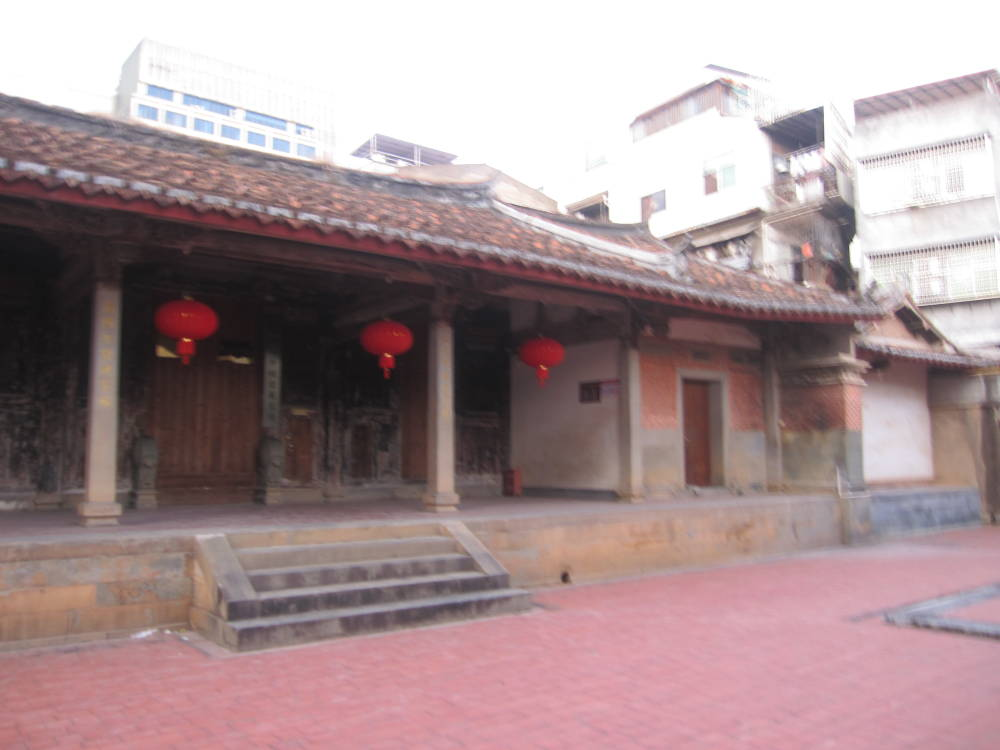
仙游万寿观

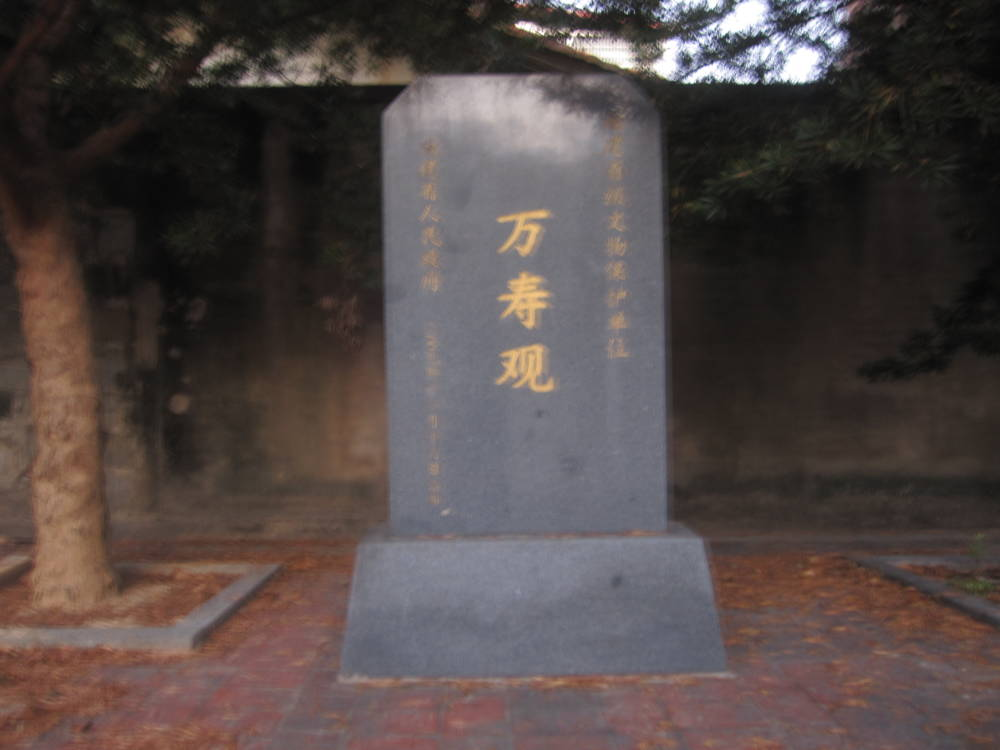
福建省文物保护单位在仙游万寿观前立的碑

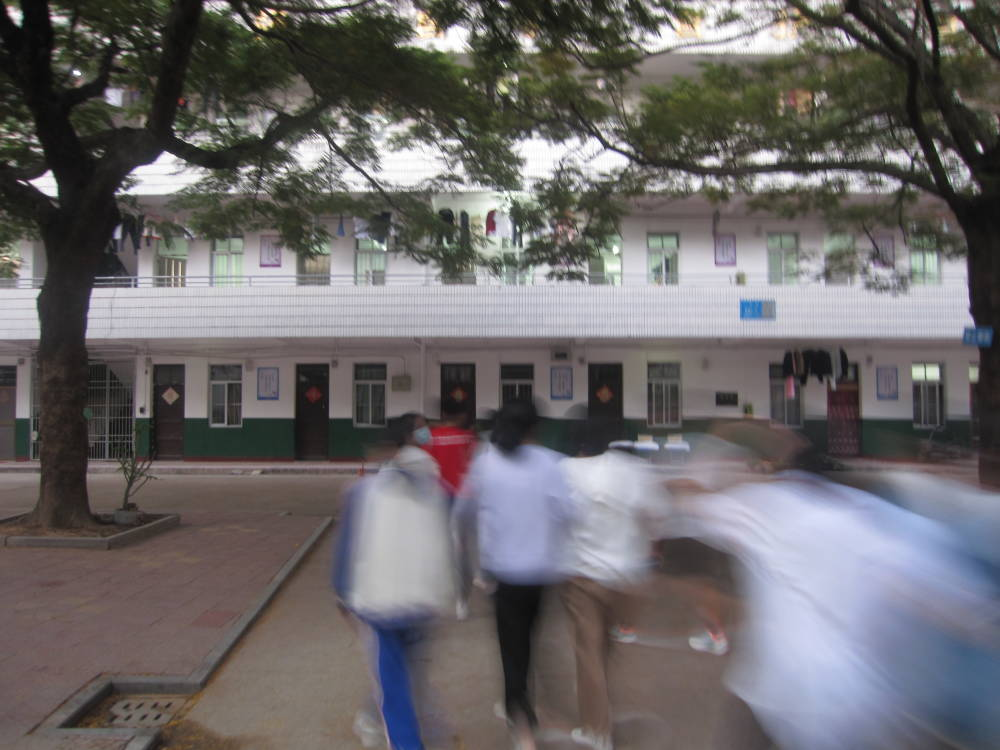
储轩楼，仙游一中宿舍楼之一

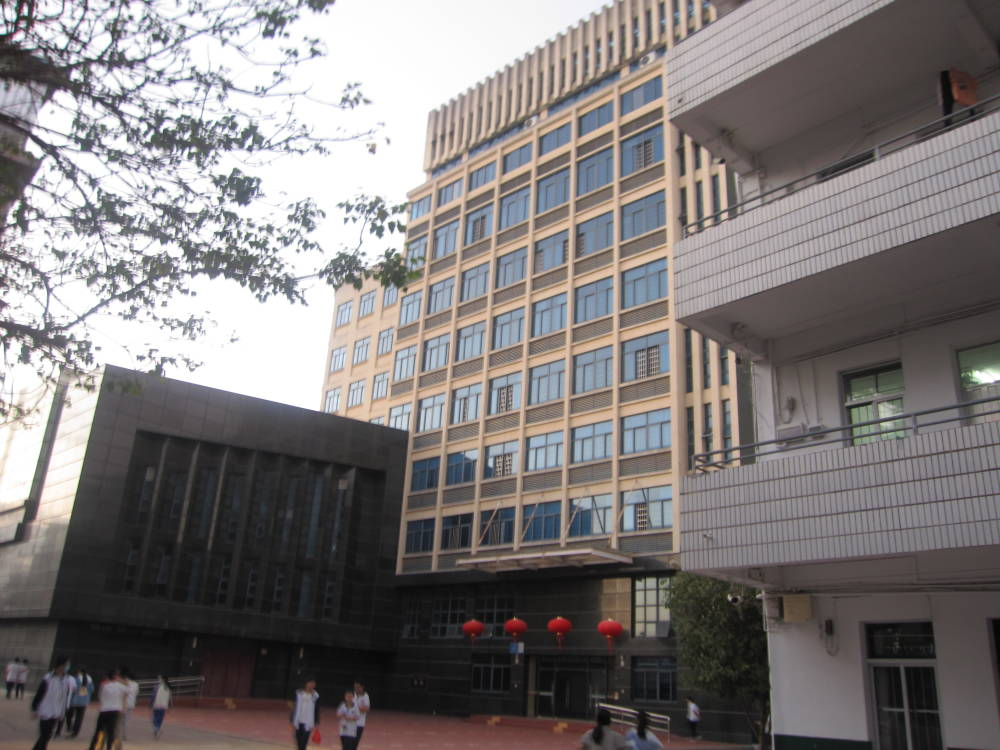
林德临综合楼

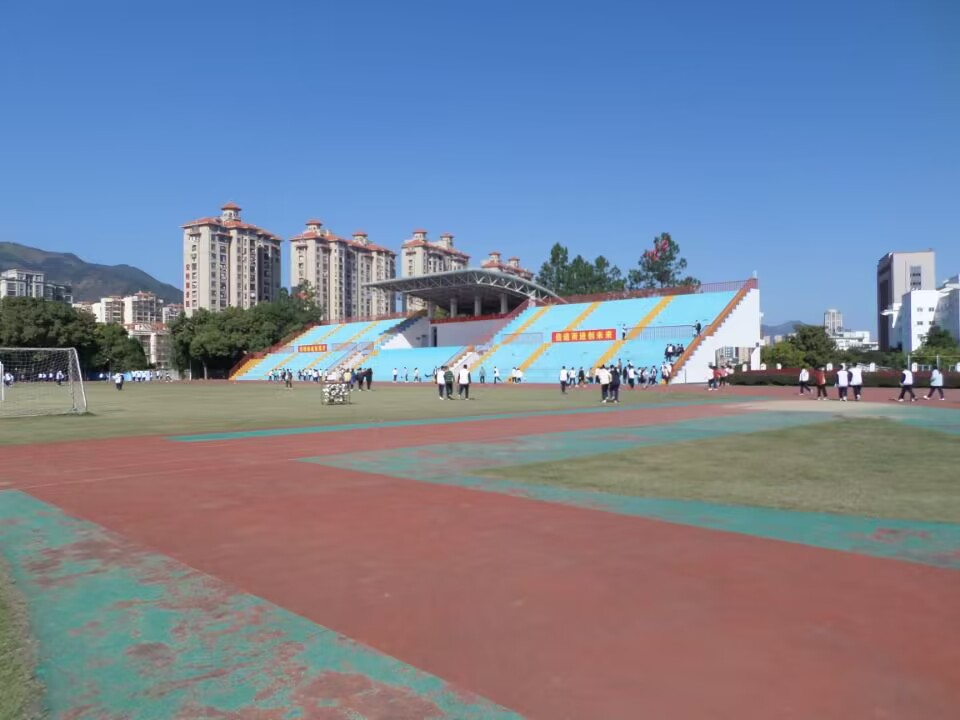
田径场的看台

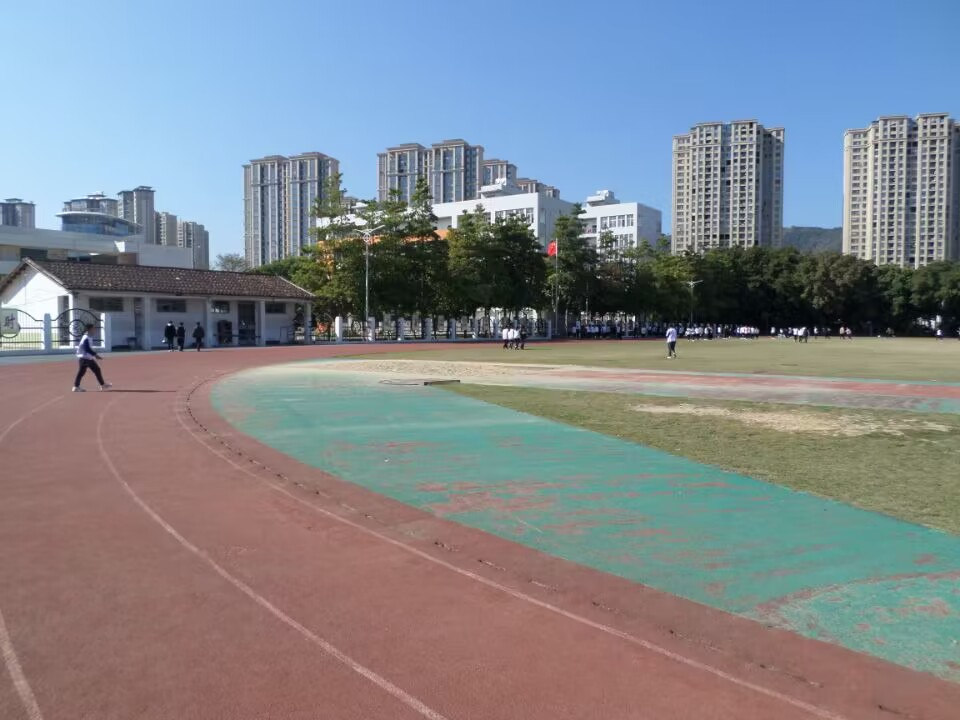
田径场一角

## 外部鏈接
- 學校官方網站 （页面存档备份，存于）